# Palamédés
Palamédés (latinsky Palamedes) je v řecké mytologii synem Nauplia, krále na Euboii.
Palamédés byl hrdina, chytrý muž, byl vychován a vzdělán Kentaurem Cheirónem. Byl vyhlášeným vynálezcem, mezi jeho vynálezy jsou jmenována písmena řecké abecedy, číslice, peníze, deskové hry, míry a váhy, ohňová znamení. Byl prý dokonce básník. Měl bratra jménem Oiax.
Když se schylovalo k trojské válce, vyslal král Agamemnón Palaméda na Ithaku, aby získal tamního krále k účasti. Ten totiž předstíral šílenství, aby nemusel na dlouhá léta opustit své království i svou manželku Pénelopu. Našel Odyssea, jak orá pole a osévá ho solí. Palamédés nastrojil léčku: před volské spřežení do brázdy položil malého synka Télemacha a Odysseus bez váhání potah zastavil. Jeho předstíráné šílenství bylo odhaleno,
a to Odysseus Palamédovi nezapomněl.
Ohledně jeho smrti se literární zdroje různí. Podle jedněch, když později byli před Trójou, nastražil Odysseus falešný dopis, který měl Palaméda usvědčit, že vzal úplatek od Trójanů a teď radí Achájcům, aby se vrátili domů. Do Palamédova stanu ukryl jakoby získané zlato. Rozzuření válečníci na nic nečekali a nevinného Palaméda ukamenovali.
Jeho otec se okamžitě vrátil od Tróje domů a vzal s sebou i mladšího syna Oiaka. Smrt Palamédovu pomstil Nauplios tak, že rozšířil mezi manželkami Řeků, že jejich muži si užívají se zajatými Trójankami a přivedou je i s jejich dětmi po válce domů. Tím navedl mnohé z žen k nevěře, kterou se chtěly pomstít svým mužům.
Navíc Nauplios po skončení války zapaloval na pobřeží falešné ohně, mnohé lodě Řeků se potom roztříštily o nebezpečná skaliska a muži našli svou smrt na dně moře. Podle některých zdrojů stejnou smrtí zahynul i Palamédés, byl rovněž sveden jedním z klamavých ohňů a jeho loď se potopila.